# 年越し蕎麦

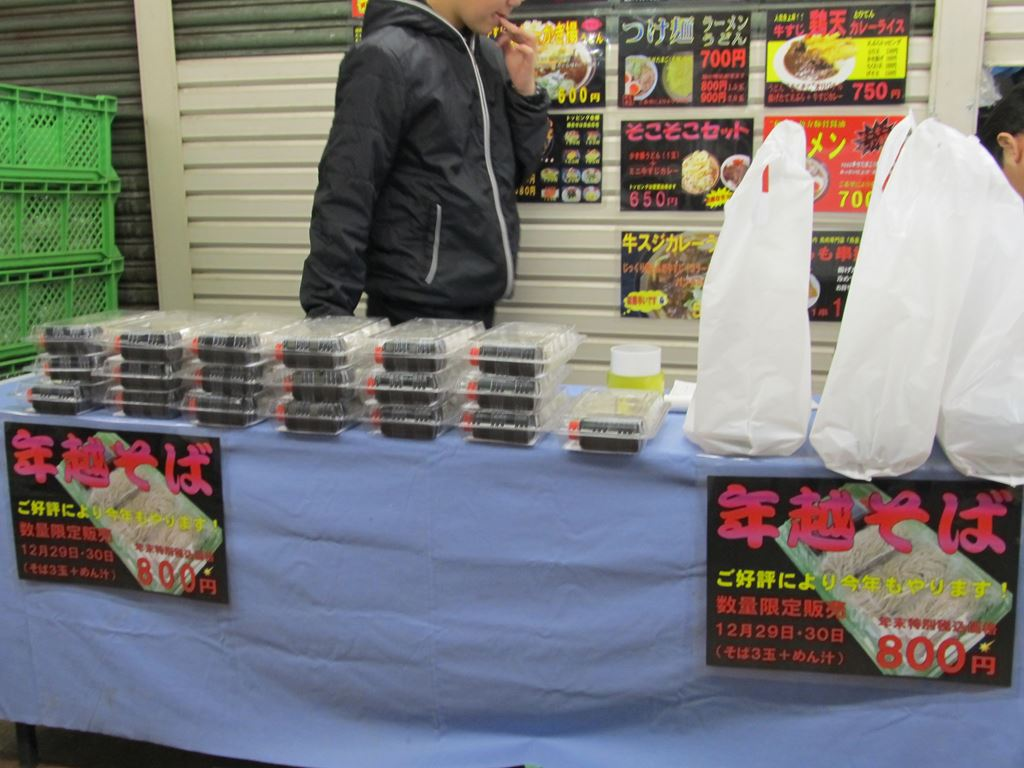
年末には様々な場所で販売される

年越しそば（としこしそば）とは、大晦日（新暦では12月31日）に縁起を担いで食べる蕎麦。地方によっては他の食事になっていることもある。日本で歳末の風物詩ともなっている風習・食文化である。地域による特色があり、呼び方も晦日蕎麦、大年そば、つごもり蕎麦、運蕎麦、また、大晦日蕎麦、年取り蕎麦、年切り蕎麦、縁切り蕎麦、寿命蕎麦、福蕎麦、思案蕎麦と多くある。

## 概要
江戸時代には定着した日本の文化であり、ソバは他の麺類よりも切れやすいことから「今年一年の災厄を断ち切る」という意味で、大晦日の晩の年越し前に食べる（「#歴史と由来」を参照）蕎麦である（地域差もある。後述）。
2012年時点、大晦日に年越しそばを食べる人は57.6パーセントにのぼり、風習として深く定着していることが窺える。
日本各地に見られる文化であり、地域の特色の現れた様々な形式のそばが存在する。

## 歴史と由来
江戸時代後期の1814年（文化11年）に刊行された『大坂繁花風土記』には、年越しそばに関する以下のような記述が残っている。
このことから、遅くとも1814年（文化11年）には大阪で年越しそばが、年中行事として定着していたことが窺える。
さらに年越し蕎麦の起源を遡ると、江戸時代中期には商家に月の末日に蕎麦を食べる三十日蕎麦（みそかそば）という習慣があり、これが転じて大晦日だけに行われる年越し蕎麦になったと考えられている。年越し蕎麦に関する記録は江戸時代中期頃まで遡ることができる。その当時の江戸では江戸患い（脚気）が流行しており、「そばを食べている人は脚気にならない」という巷説が江戸での蕎麦の流行を後押しした。
年越し蕎麦に関する伝承としては、年を越してから食べることは縁起がよくないとするものや、蕎麦を残すと新年は金運に恵まれず小遣い銭にも事欠くことになるといったものがある。
1756年（宝暦6年）の『眉斧日録』には「闇をこねるか大年の蕎麦」と記述されている。1812年（文化9年）の旅行記（山伏寺住職・泉光院）によると、東北地方や甲信越では正月に祝い蕎麦を打つところもあった。明治時代・大正時代の大阪うどんの老舗では、商家でも「年越し蕎麦は注文が殺到した」と記述されている。
年越しそばの由来については諸説ある。
- 蕎麦は細く長いことから延命・長寿を願ったものであるとする説[9][10][6]
  - そばが細く長いことに由来する年越しそばの長寿延命の意味は、引越し蕎麦の「末永く宜しく」と意味を通じる[6]。
- 金銀細工師が金箔を延ばす為にそば粉を用いたとする説[9]
- 金銀細工師が金粉銀粉を集める為にそば粉の団子を使用したことから金を集める縁起物であるとする説[9][6]
- 金銀細工師が仕事納めに金粉銀粉をそば粉の団子で集めたことから金を集める縁起物であるとする説
- 鎌倉時代の謝国明による承天寺の「世直しそば」に由来するという説[9]
- ソバは風雨に叩かれてもその後の晴天で日光を浴びると元気になる事から健康の縁起を担ぐ説
- 蕎麦が五臓の毒を取ると信じられていたことに由来するとの説[6]
- 蕎麦が切れやすいことから、一年間の苦労や借金を切り捨て翌年に持ち越さないよう願ったという説[11]
- 家族の縁が長く続くようにとの意味であるとの説[10]

上記のうち、謝国明は博多にいた南宋商人である。飢饉の時、彼がそばがき状の蕎麦を人々に振る舞ったところ、食べた人が翌年に福に恵まれたことから、博多では年越し蕎麦を「福そば」「運そば」と呼び、年越し蕎麦の起源伝説としている。謝が渡宋を助けた仏教僧の円爾（聖一国師）は製粉技術を持ち帰ったと伝えられ、彼が開いた承天寺には「饂飩蕎麦発祥之地」碑が建つ。
「蕎麦（そば）」と「側（そば）」とを掛け、一年の締めくくりである大晦日に家族で蕎麦と共に食卓を囲むことで「来年もソバにいよう」という意味を込めたものとされる説もある。
薬味のネギについては心和らげるという「労ぐ（ねぐ）」の意味、あるいは、神職の「祢宜」の言葉に掛けた語呂合わせであるともいわれる。

## 各地の年越し蕎麦と例外
日本では、一般的に年越しにあたり蕎麦を食べる「年越し蕎麦」が多いが、地方によって違いがある。また、地方によっては違う時期に蕎麦を食べて大晦日の夜は別の料理（鮭や鰯など）を食べる事もある（年取り魚）。
- 讃岐うどんの産地である香川県では「年越しうどん」の習慣がある[13]。しかし、四国学院大学の調査では年越し蕎麦の43%に対して、年越しうどんを食べる家庭は22%にとどまっている[14][15]。
- 沖縄県においては本国復帰以降に「大晦日の年越し蕎麦」の風習が広まったが、食されるのは蕎麦粉を用いた「日本蕎麦」ではなく、沖縄そばである[16]。
- にしんそば、天ぷら蕎麦など種類も地域によって違う[17]。